# Дуонела, Альвидас
А́львидас Дуо́нела (лит. Alvydas Duonėla; 27 июня 1976, Скуодас) — литовский гребец-байдарочник, выступал за сборную Литвы на всём протяжении 2000-х годов. Участник трёх летних Олимпийских игр, трёхкратный чемпион мира, дважды чемпион Европы, победитель многих регат национального и международного значения.

## Биография
Альвидас Дуонела родился 27 июня 1976 года в городе Скуодасе Литовской ССР. Активно заниматься греблей начал с раннего детства, проходил подготовку в Вильнюсе в местном спортивном клубе «Жальгирис».
Первого серьёзного успеха на взрослом международном уровне добился в 2000 году, когда попал в основной состав литовской национальной сборной и побывал на чемпионате Европы в польской Познани, откуда привёз награду золотого достоинства, выигранную в зачёте одиночных байдарок на дистанции 200 метров. Благодаря череде удачных выступлений удостоился права защищать честь страны на летних Олимпийских играх в Сиднее — в одиночках на пятистах метрах показал в решающем заезде седьмой результат, тогда как в двойках на пятистах метрах вместе с напарником Эгидиюсом Бальчюнасом дошёл только до стадии полуфиналов, где финишировал пятым.
В 2001 году Дуонела выступил на чемпионате мира в Познани, в двойках одержал победу на двухстах метрах и стал серебряным призёром на пятистах метрах. Год спустя на мировом первенстве в испанской Севилье вновь победил всех соперников в двухсотметровой гонке байдарок-двоек. Ещё через год на аналогичных соревнованиях в американском Гейнсвилле защитил чемпионское звание в двойках на двухстах метрах и получил бронзу в двойках на пятистах метрах. На чемпионате Европы 2004 года в Познани трижды поднимался на пьедестал почёта, в том числе выиграл серебряную медаль в двухсотметровой программе одиночек, золотую медаль в двухсотметровой программе двоек и ещё одну серебряную медаль в полукилометровой программе двоек.
Будучи лидером гребной команды Литвы, благополучно прошёл квалификацию на Олимпийские игры в Афинах — в одиночках на пятистах метрах добрался до полуфинала, где финишировал четвёртым, в то время как в двойках на пятистах метрах совместно с тем же Бальчюнасом был в финале седьмым.
После афинской Олимпиады Дуонела остался в основном составе литовской национальной сборной и продолжил принимать участие в крупнейших международных регатах. Так, в 2005 году на чемпионате мира в хорватском Загребе среди двухместных экипажей он завоевал серебро на двухстах метрах и бронзу на пятистах. В следующем сезоне на чемпионате Европы в чешском Рачице взял серебро в двойках на двухстах метрах. В 2008 году на европейском первенстве в Милане в зачёте байдарок-двоек удостоился серебряной награды на двухстах метрах и бронзовой награды на пятистах метрах. Позже отправился представлять страну на Олимпийских играх в Пекине, где в двойках в паре со своим давним партнёром Эгидиюсом Бальчюнасом остановился на стадии полуфиналов, показав там пятый результат. Вскоре по окончании этих соревнований принял решение завершить карьеру профессионального спортсмена, уступив место в сборной молодым литовским гребцам.